# Sebastian Negri
Sebastian Negri (Marondera, Zimbabue, 30 de junio de 1994) es un jugador de rugby italiano nacido en Zimbabue, que se desempeña en la posición de ala para el Benetton Rugby Treviso del United Rugby Championship y para la selección nacional de su país. Disputó la Copa del Mundo de Rugby en 2019 y 2023.

## Trayectoria
Nacido en Zimbabue como hijo de un inmigrante italiano y de una mujer local, durante su niñez dejó su país natal junto a su familia para instalarse en la ciudad sudafricana de Durban.
Se formó en las academias juveniles de Natal Sharks y Western Province, llegando a disputar el Provincial Championship Sub-19.
En 2014 migró hacia Inglaterra con la intención de enrolarse como estudiante en la Hartpury University y jugar con el equipo de rugby de la institución que militaba en la National League 1, el campeonato de tercera división del país.
Negri se unió al Benetton Rugby Treviso del Pro14 en 2017.

## Selección nacional
Negri recibió su primera convocatoria para jugar para Italia en 2013, cuando integró la escuadra nacional que conquistó el Trofeo Mundial de Rugby Juvenil 2013 disputado en Chile.
Posteriormente formaría parte de la selección juvenil de rugby de Italia y de Italia A, hasta que a partir de 2016 comenzó a actuar para la selección absoluta. 
Ha disputado dos ediciones de la Copa del Mundo de Rugby (2019 y 2023), además de haber competido en el Torneo de las Seis Naciones.